# Telescop cu raze infraroșii
Telescopul cu raze infraroșii este un telescop sensibil la razele de lumină infraroșii. Acestea sunt raze de căldură dintr-o parte a spectrului electromagnetic care nu este perceptibilă de ochiul omenesc. Cele mai eficiente telescoape cu infraroșii sunt cele lansate pe orbită în jurul Pământului, deoarece se află în afara zonei de perturbații ale atmosferei terestre.

## Astronomia în infraroșu

Redare în culoare falsă a Nebuloasei Orion de către telescopul în infraroșu VISTA.

Astronomia în infraroșu este dificil de folosit de pe suprafața 
Pământului întrucât atmosfera terestră absoarbe și difuzează emisiile luminoase în afară de ferestrele atmosferice, în infraroșu, între circa 3 µm și între circa 8 µm. Astfel principalele observatoare în infraroșu sunt telescoape spațiale:    
- IRAS (1983, NASA, Regatul Unit, Țările de Jos),
- ISO (1995; ESA)
- Wire (1999; Statele Unite ale Americii, eșec la lansare),
- Spitzer (2003; ex-SIRTF, Statele Unite ale Americii)
- Akari/ASTRO-F (2006); Japonia
- Herschel (2009; ESA).
- JWST (2019).

## Detalii
Cel mai renumit telescop din această categorie este Telescopul Spațial Spitzer lansat în anul 2003, numit așa după astrofizicianul american Lyman Spitzer jr. Inițial, acest proiect s-a numit Space Infrared Telescope Facility (prescurtat SIRTF). Telescopul a dus la mari progrese în cercetarea spațiului cosmic, deoarece se pretează la studii astronomice de mare exactitate în numeroase domenii, ca de exemplu studiul galaxiilor foarte îndepărtate, al obiectelor dindărătul unor nori opaci de praf cosmic interstelar, al exoplanetelor și altele.
Alte telescoape cu infraroșii, și mai puternice, lansate după Spitzer, sunt:
- mai 2009: Telescopul Spațial Herschel
- noiembrie 2009: WISE